# Tooth, Fang & Claw
| Recensione | Giudizio |
| ---------- | -------- |
| AllMusic   | [ 2 ]    |

Tooth, Fang & Claw è l'ultimo album di Ted Nugent and The Amboy Dukes (per precisione in copertina a nome Ted Nugent's Amboy Dukes), pubblicato dalla Discreet Records nel settembre del 1974. Il disco fu registrato nei mesi di giugno e luglio del 1974 al Sound Pit di Atlanta, Georgia (Stati Uniti) e mixato al Sound Pit ed al The Hit Factory di New York City, New York.

## Tracce
Brani composti da Ted Nugent, tranne dove indicati
Lato A
1. Lady Luck – 5:57
2. Living in the Woods – 3:54
3. Hibernation – 9:19

Lato B
1. Free Flight – 4:03
2. Maybelline – 3:28 (Chuck Berry, Russ Fratto, Alan Freed)
3. The Great White Buffalo – 4:57
4. Sasha – 3:06
5. No Holds Barred – 4:48

## Musicisti
- Ted Nugent - chitarre, voce, percussioni
- Rob Grange - basso
- Vic Mastrianni - batteria, percussioni
- Andy Janowski - accompagnamento vocale
- The Crusted Warblers - accompagnamento vocale[1]
- The Rev. Atrocious Theodosius - voce solista, chitarra finger (solo) (brano: Maybelline)[4]